# بوابة الثميري
بوابة الثميري، والتي كانت تُعرف تاريخيًا باسم **دروازة الثميري** وتُعرف أيضًا باسم **باب المروة** و**بوابة الأحساء**، هي بوابة محصنة تعود إلى القرن الثامن عشر، شُيدت من الطين المدكوك وتضم برج مراقبة أسطواني من الطوب الطيني. تقع في حي الديرة (الرياض)، المملكة العربية السعودية، في الجزء الشرقي من **منطقة قصر الحكم**.
سُمِّيت البوابة باسم **حسن الثميري**، وهو أحد الحراس الذين قُتلوا خلال **معركة دلقه** عام 1747. تُعد البوابة واحدة من آخر ما تبقى من بوابات **سور مدينة الرياض القديمة**، وكانت تُستخدم كمدخل رئيسي للمدينة المسورة من الجهة الشرقية حتى عام 1954، عندما تم تفكيك سور المدينة في أوائل الخمسينيات.
تمت استعادة البوابة بحلول عام 1992 خلال مشروع تطوير **منطقة قصر الحكم**.سُمِّي **شارع الثميري التاريخي**، وهو طريق يمتد من الشرق إلى الغرب في **منطقة قصر الحكم**، على اسم البوابة.
بوابة الثميري هي واحدة من عشر بوابات كانت ضمن **سور مدينة الرياض القديم**، وواحدة من البوابتين المتبقيتين على غرارها، إلى جانب **بوابة دخنة**، وذلك بعد هدم سور المدينة في الخمسينيات.
خلال عهد الملك **فيصل بن عبدالعزيز**، بدأت السلطات السعودية بالتركيز على **إحياء وتجديد المنطقة المحيطة بقصر الحكم**، مع الحفاظ على الأهمية التاريخية والمعمارية للمدينة المسورة السابقة.
في **مارس 1973**، أصدر الملك **فيصل بن عبد العزيز** توجيهاته إلى **الشيخ عبد العزيز الثنيان**، الذي كان آنذاك أمينًا لمدينة الرياض، لإجراء دراسة شاملة للمنطقة المحيطة **بقصر الحكم** وتنفيذ مشروع ترميمه في العام التالي.
في عام **1976**، كلفت **الهيئة العليا لتطوير مدينة الرياض** بتنفيذ **مشروع تطوير منطقة قصر الحكم**، وتم الاتفاق على برامج تنموية تهدف إلى تحويل المنطقة إلى **مركز ثقافي**. اكتملت التصاميم بحلول **1979**، وبدأت أعمال البناء بين عامي **1983 و1992** على مرحلتين رئيسيتين، بتكلفة بلغت حوالي **500 مليون دولار أمريكي**.
كان المشروع تحت إشراف **الأمير سلمان بن عبدالعزيز آل سعود**، الذي كان آنذاك **أمير منطقة الرياض**. كما شهدت المنطقة عملية تجديد بين عامي **1988 و1992** كجزء من المرحلة الثانية من مشروع تطوير **منطقة قصر الحكم**.